# Boks na Letnich Igrzyskach Olimpijskich 1928
Boks na Letnich Igrzyskach Olimpijskich 1928 – zawody bokserskie, które odbyły się w ramach Letnich Igrzysk Olimpijskich w Amsterdamie w 1928 r. 
Zawody odbyły się w dniach od 7 do 12 sierpnia 1928 r. Wystartowało 144 bokserów z 29 krajów.

## Medaliści
| Konkurencja                 | Złoty                  | Srebrny         | Brązowy                  |
| waga musza (50,802 kg)      | Antal Kocsis           | Armand Apell    | Carlo Cavagnoli          |
| waga kogucia (53,525 kg)    | Vittorio Tamagnini     | John Daley      | Harry Isaacs             |
| waga piórkowa (57,152 kg)   | Lambertus van Klaveren | Víctor Peralta  | Harold Devine            |
| waga lekka (61,237 kg)      | Carlo Orlandi          | Stephen Halaiko | Gunnar Berggren          |
| waga półśrednia (66,678 kg) | Ted Morgan             | Raúl Landini    | Raymond Smillie          |
| waga średnia (72,574 kg)    | Piero Toscani          | Jan Heřmánek    | Léonard Steyaert         |
| waga półciężka (79,378 kg)  | Víctor Avendaño        | Ernst Pistulla  | Karel Miljon             |
| waga ciężka (>79,378 kg)    | Arturo Rodríguez       | Nils Ramm       | Michael Jacob Michaelsen |

## Polscy reprezentanci
- Waga kogucia – Stefan Glon, w 1/32 przegrał na punkty z Osvaldo Sanchezem (Chile)
- Waga piórkowa – Jan Górny, w 1/16 pokonał Fredericka Volkerta (Kanada) a w ćwierćfinale przegrał na punkty z Luciane Biquet'em (Belgia)
- Waga lekka – Witold Majchrzycki, w 1/32 pokonał Sandora Szobolevszky'ego (Węgry) a w 1/16 przegrał na punkty z Stephenem Halaiko (USA)
- Waga średnia – Jerzy Snoppek, w 1/32 przegrał na punkty z Fredem Mallinem (Wielka Brytania)